# Noble M600

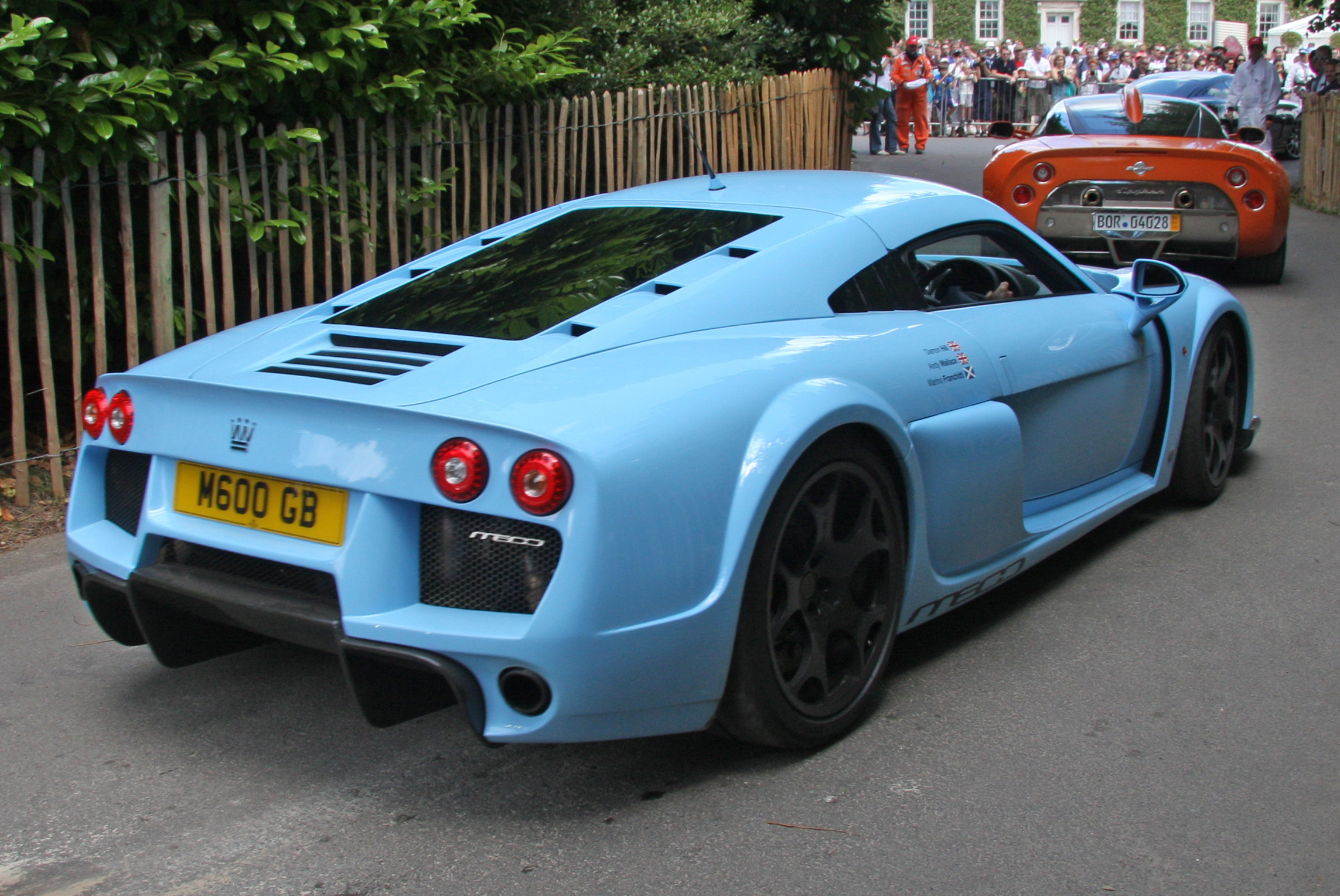
Heckansicht

Der Noble M600 ist ein Supersportwagen des britischen Automobilherstellers Noble Automotive, der 2009 als Nachfolger des Noble M15 vorgestellt wurde. Insgesamt entstanden rund 30 Fahrzeuge der Baureihe.

## M600 Speedster

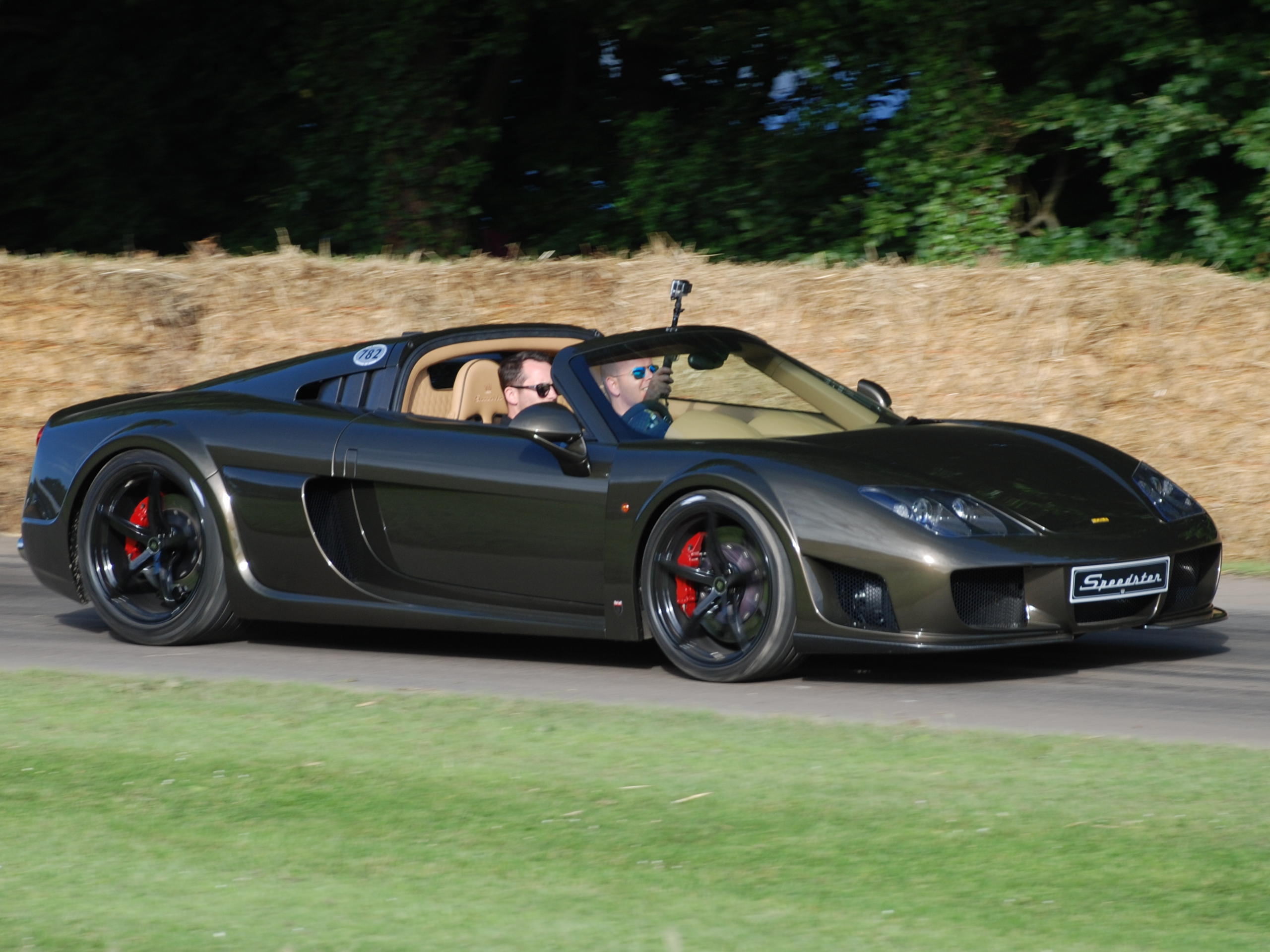
Noble M600 Speedster (2015–2018)

Auf der Autosport International Show 2015 in Birmingham wurde der M600 Speedster vorgestellt. Er unterscheidet sich von der Serienversion durch ein herausnehmbares Dachteil, das im Fahrzeug mitgeführt werden kann. Sonst gibt es keine Unterschiede zum Coupé.

## Technische Daten
Der Motor des Noble M600 wurde von Yamaha entwickelt. Er hat 4,4 Liter Hubraum und zwei parallel geschaltete Turbolader. Die Maximalleistung beträgt 492 kW (669 PS), das maximale Drehmoment liegt bei 820 Nm. Damit beschleunigt der M600 in 3,0 s von 0 auf 100 km/h und erreicht eine Höchstgeschwindigkeit von 362 km/h. Den Motor verwendete auch Volvo in der ersten Generation des Volvo XC90 und der zweiten Generation des Volvo S80.
Die Kraft wird über ein manuell zu schaltendes Sechsganggetriebe oder ein sequenzielles Paddle-Shift-Getriebe auf die Hinterachse übertragen. Alle Räder sind einzeln an Doppelquerlenkern aufgehängt.
Eine Wanne aus rostfreiem Stahl mit einem Gitterrohrrahmen bildet das tragende Gerüst. Die Karosserieteile bestehen aus kohlenstofffaserverstärktem Kunststoff.  Der Sportwagen hat wie alle anderen Noble-Modelle kein ABS oder ESP. Wesentliche Merkmale sind präzises Handling und Leistung ohne Computerunterstützung.
| Kenngrößen                                  | 4.4                             |
| Bauzeitraum                                 | 2010–2018                       |
| Motorkenndaten                              |                                 |
| Motortyp                                    | V8-Ottomotor Bi-Turbo Aufladung |
| Einbaulage                                  | Mittig längs                    |
| Ventile/Nockenwellen                        | 4 pro Zylinder/4                |
| Hubraum                                     | 4439 cm³                        |
| Bohrung × Hub                               | 94,0 × 79,5 mm                  |
| Verdichtung                                 | 9,5:1                           |
| max. Leistung                               | 492 kW (669 PS) bei 6500/min    |
| max. Drehmoment                             | 820 Nm bei 6800/min             |
| Kraftübertragung                            |                                 |
| Antrieb, serienmäßig                        | Hinterradantrieb                |
| Getriebe, serienmäßig                       | 6-Gang-Schaltgetriebe           |
| Messwerte                                   |                                 |
| Höchstgeschwindigkeit                       | 362 km/h                        |
| Beschleunigung, 0–100 km/h                  | 3,0 s                           |
| Kraftstoffverbrauch auf 100 km (kombiniert) | 14,0 l Super                    |
| CO2-Emission (kombiniert)                   | 333 g/km                        |
| Tankinhalt                                  | 68 l                            |